# Talibans
Ne doit pas être confondu avec Tehrik-e-Taliban Pakistan ou Los Talibanes.
Les talibans ou taliban (pachto : طالبان / ṭāliban, ouzbek : Tolibon ; « étudiants » ou « chercheurs ») sont des fondamentalistes islamistes regroupés dans une organisation militaire, politique et religieuse dénommée l'émirat islamique d'Afghanistan puis Mouvement islamique des talibans, au pouvoir entre 1996 et 2001 et depuis 2021. Ce mouvement est dirigé par Haibatullah Akhundzada, qui a été proclamé commandeur des croyants de l'émirat le 25 mai 2016.
Le mouvement, en guerre contre le gouvernement de l'État islamique d'Afghanistan, conquiert Kaboul en 1996 et y instaure le régime de l'émirat islamique d'Afghanistan de 1996-2001 avec à sa tête le mollah Mohammad Omar. Il ne contrôlera toutefois jamais l'intégralité du pays et sera renversé par l'intervention de l'Organisation du traité de l'Atlantique nord (OTAN) en 2001, contre laquelle il mènera ensuite une guérilla. Après presque vingt ans de présence militaire de l'OTAN, l'accord de Doha du 29 février 2020 est signé au Qatar entre les États-Unis et le groupe armé. Il interdit aux États-Unis et à leurs alliés de recourir à la force en Afghanistan, de s'immiscer ultérieurement dans les affaires internes du pays et acte un calendrier de retrait de leurs troupes. En échange, les talibans s'engagent à lutter activement sur le sol afghan contre tout groupe ou individu menaçant la sécurité des États-Unis et de leurs alliés et à ne leur fournir ni visa, ni permis de voyager. Le Conseil de sécurité des Nations unies entérine cet accord le 10 mars 2020. Parallèlement à son entrée en application, le groupe armé reprend progressivement le contrôle du pays à partir de mai 2021. Kaboul, la capitale, est reprise le 15 août quelques heures après la fuite du président afghan Ashraf Ghani. Les Talibans contrôlent actuellement l’intégralité du pays.
On distingue parfois les talibans « afghans » se battant contre les forces internationales et nationales sous l'égide de l'organisation militaire de l'OTAN dans la guerre d'Afghanistan, et les talibans « pakistanais », opposés aux autorités pakistanaises dans le conflit armé du Nord-Ouest du Pakistan.

## Étymologie
Taleb désigne en pachto un étudiant en théologie dans une madrasa (université théologique musulmane). Le mot vient de l'arabe طالب (ṭālib), qui signifie simplement « étudiant » (pas forcément en théologie). On parle aussi de « talibé » dans certains pays d’Afrique de l'Ouest : au Sénégal, Mali, Guinée, Niger, Bénin, Togo et Ghana au sud, et en Côte d'Ivoire au sud-ouest. Le pluriel est ordinaire, marqué par le suffixe -ān pour les animés et personnes. Tout comme celui de « spaghettis », le double pluriel « talibans » est couramment employé en français, « taliban » marquant abusivement le singulier en lieu et place de « taleb »,,.

## Origine
Durant la guerre contre les Soviétiques, des millions de jeunes Afghans sont éduqués dans les madrasas de la zone tribale pakistanaise, implantées par le parti religieux Jamiat Ulema-e-Islam (JUI). Ils y sont fortement influencés par une école de pensée, l'école deobandi, qui prône le retour à « un islam juste et respectant les principes islamiques ». En particulier, « l'une des madrasas ouverte par une faction dissidente du JUI, la madrasa Dar ul-Ulum Haqqania, forme une grande partie de la future direction talibane (le mollah Omar n'a cependant jamais étudié au Pakistan). […] À côté d'un islam deobandi extrême, l'idéologie talibane intègre un autre fondamentalisme, le wahhabisme issu d'Arabie saoudite, mais aussi des éléments purement pashtouns comme le Pashtunwali », le code tribal des Pachtounes.
Les chefs de guerre se déchirent pendant et après l'occupation de l'Afghanistan par l'URSS. Les talibans, eux, veulent d'abord réislamiser les mœurs, la justice, les êtres humains. La forme de l'État n'a pas d'importance pour eux à la condition de respecter la loi divine. Et seuls ceux qui l'ont étudiée, c'est-à-dire les talibans, sont à même de l'expliquer et d'en assurer le respect.
C'est pour cela qu'ils déclarent dans leurs premières années qu'ils ne veulent pas le pouvoir politique. C'est aussi pour cela qu'ils attachent tant d'importance à tout ce qui touche à la vie quotidienne, publique ou privée.
Durant les premières années de leur prise de pouvoir, les talibans jouissent d'un réel soutien populaire, surtout, mais pas uniquement, de la part des populations pachtounes du Sud et de l'Est. Les Afghans sont fatigués de leur guerre avec l'URSS et des exactions des chefs de guerre qui ensanglantent le pays, et beaucoup accueillent volontiers ces religieux qui amènent l'ordre et la sécurité. Les contraintes morales ne changent, en fait, pas grand-chose dans les campagnes où les femmes portent déjà la burqa, et où, dans leur très grande majorité, elles ne travaillent ni ne vont à l'école.
De 1994 à fin 1997, les talibans profitent aussi d'un soutien moral, sinon financier et militaire, de la part des services secrets pakistanais, dans une relative indifférence internationale. La présence sur le territoire afghan, à partir de 1996, d'Oussama ben Laden, qui a déclaré haut et fort qu'il allait, entre autres, s'attaquer aux États-Unis par tous les moyens, change la donne. Ben Laden avait déjà eu l'occasion de rencontrer le ministre taliban aux frontières, Djalâlouddine Haqqani, en 1986, lors du programme afghan de la Central Intelligence Agency.

## Contexte
Il existe en Afghanistan principalement quatre peuples : les Tadjiks, les Ouzbeks, les Hazaras, et les Pachtounes. Les Ouzbeks sont présents au nord ainsi qu'en Ouzbékistan, les Tadjiks parlent une langue iranienne, vivant dans l'Ouest, le Nord-Est et au Tadjikistan. Les talibans sont issus majoritairement des Pachtounes, estimés à 15 millions d'habitants. Le « noyau dur » du mouvement vient des tribus pachtounes du Sud, qui ont fourni une grande partie des réfugiés au Pakistan. Selon leurs vicissitudes, les talibans obtiendront, puis perdront le soutien de la plupart des chefs tribaux pachtouns.
En 1980, les Soviétiques envahissent l'Afghanistan dans le but, selon certains, de rallier ce pays au bloc soviétique, pour d'autres, de répondre, à ses frontières, au soutien actif des États-Unis d'Amérique aux moudjahidines luttant contre le régime communiste de Kaboul. L'ancien conseiller à la sécurité nationale américain du président Carter, Zbigniew Brzeziński, confirmera par la suite que les États-Unis ont aidé les opposants quelques mois avant l'invasion soviétique.

## Histoire

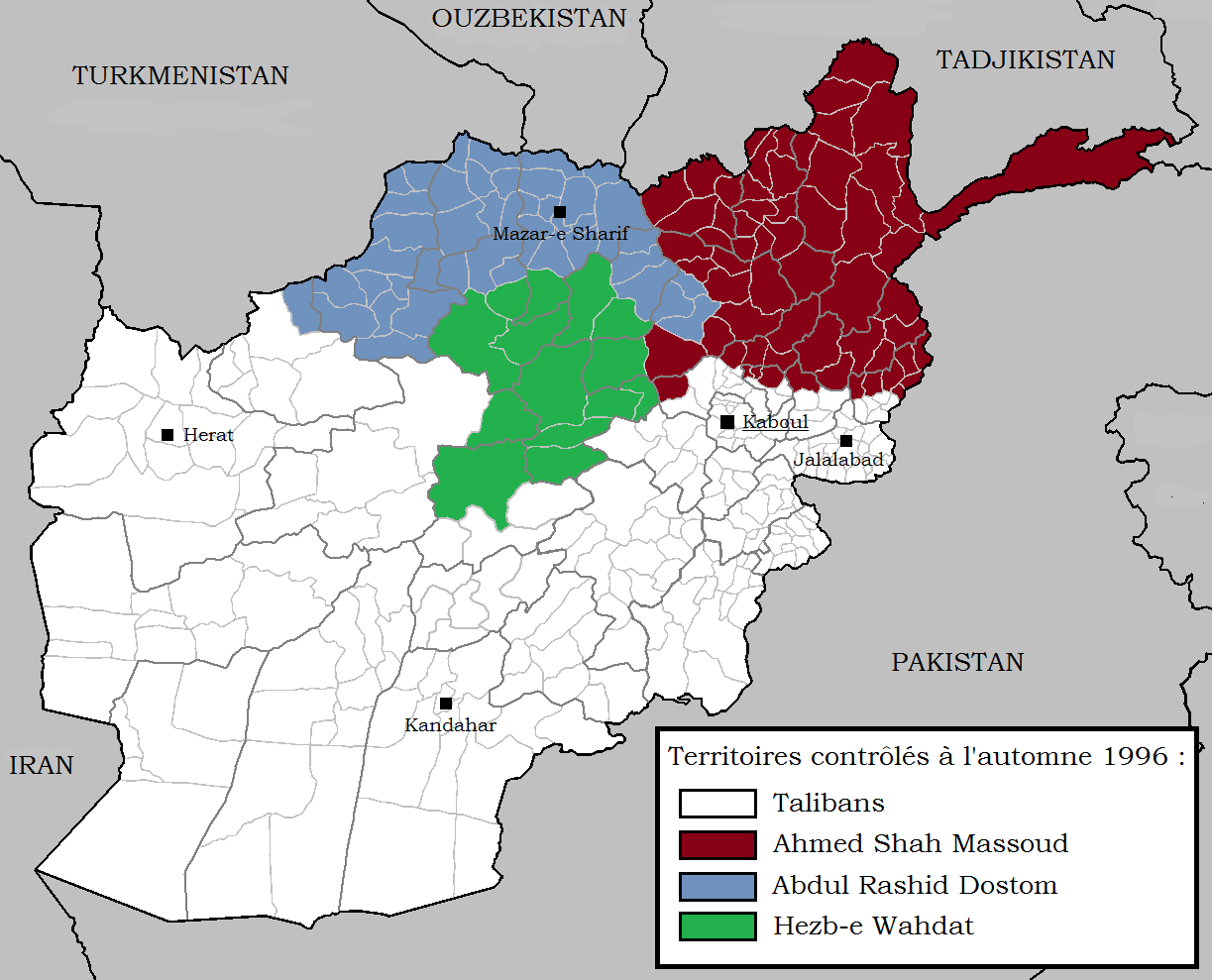
Territoires contrôlés par les parties en conflit en 1996.

### Naissance du mouvement
À l'origine, les talibans sont les élèves des écoles religieuses deobandi créées dans les camps de réfugiés au Pakistan. Lors du retrait soviétique, ils étendent leur activité sur le territoire afghan. Ils fournissent quelques volontaires aux moudjahidines, mais ne jouent encore qu'un rôle effacé. Selon la tradition du mouvement, c'est en 1994 que le mollah Omar et ses élèves prennent les armes pour protéger la population locale, à la suite de deux agressions : le viol et le meurtre de deux jeunes filles par un chef de bande, puis la mort d'un jeune homme disputé entre deux chefs de bande. Ils reçoivent le soutien de l'ISI pakistanaise et de la puissante corporation des camionneurs, qui font appel à eux pour mettre fin au banditisme sur la route qui relie le Pakistan à l'Asie centrale.

### Montée en puissance des talibans
Les talibans deviennent une force conséquente en octobre 1994. Ils s'emparent de Kandahar et saisissent un important stock d'armes appartenant au chef de guerre Gulbuddin Hekmatyar. Ils prennent, en quelques mois, le contrôle de la moitié sud du pays. En février 1995, ils sont à Maydan Shahr à une vingtaine de kilomètres au sud de Kaboul, et à une centaine de kilomètres d'Hérat dans l'Ouest. Les talibans ayant défait le Hezb-i-Islami dans le Lôgar et tué Mazari, le chef hazara du Hezb-i-wahdat, Ahmed Chah Massoud, chef tadjik du Jamiat-Islami, en profite pour prendre le contrôle total de Kaboul. La capitale est détruite à 40 % par les combats de la guerre civile.
Hérat est prise en septembre 1995, Kaboul le 27 septembre 1996 et les talibans en profitent pour tuer l'ancien président communiste Mohammad Najibullah qui avait trouvé refuge dans une maison de l'ONU depuis sa destitution. Le mollah Omar, chef des talibans, devient de facto le nouveau chef d'État sous le titre de commandeur des croyants. Le régime politique mis en place par les talibans prend le nom d'émirat islamique d'Afghanistan.

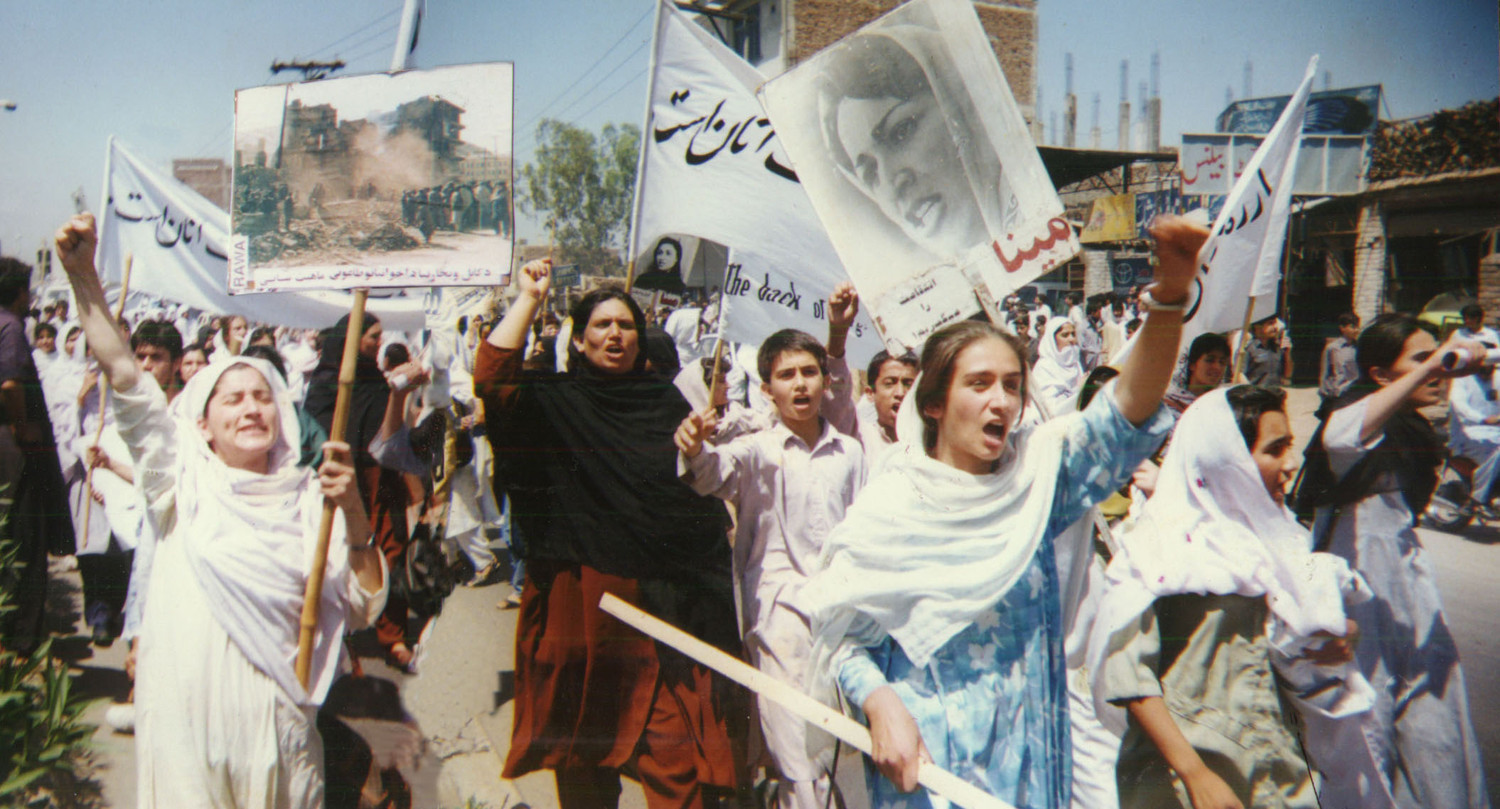
Manifestations anti-talibanes à Peshawar au Pakistan en 1998
.

Mazâr-e Charîf est prise une première fois en 1997 mais cela s'avère être un piège dans lequel environ 3 000 talibans seront froidement massacrés, et lorsque les talibans reprennent Mazar en 1998, ils se vengent en massacrant, à leur tour, plusieurs milliers de Hazaras, hommes, femmes et enfants. Ils exécutent également 10 diplomates et journalistes iraniens accusés d'espionnage, et l'Iran est sur le point d'entrer en guerre contre les talibans. L'Hazaradjat est alors presque encerclé et tombe après la chute de Bâmiyân en septembre 1998.
L'Alliance du Nord, rassemblement de frères ennemis, mais unis contre les talibans, se désagrège alors. La plupart de ses chefs se réfugient à l'étranger et Ahmad Shah Massoud reste le seul dirigeant de l'alliance à résister depuis son fief montagneux du Pandjchir, d'où il garde le contrôle du Nord-Est de l'Afghanistan. Ailleurs dans le pays, seules quelques poches de résistance en Hazaradjat, sous le commandement de Khalili, continuent de harceler les talibans, provoquant vengeances, massacres de civils et une totale destruction de la ville de Bâmiyân et de ses alentours.

### Position du régime taliban à l'international

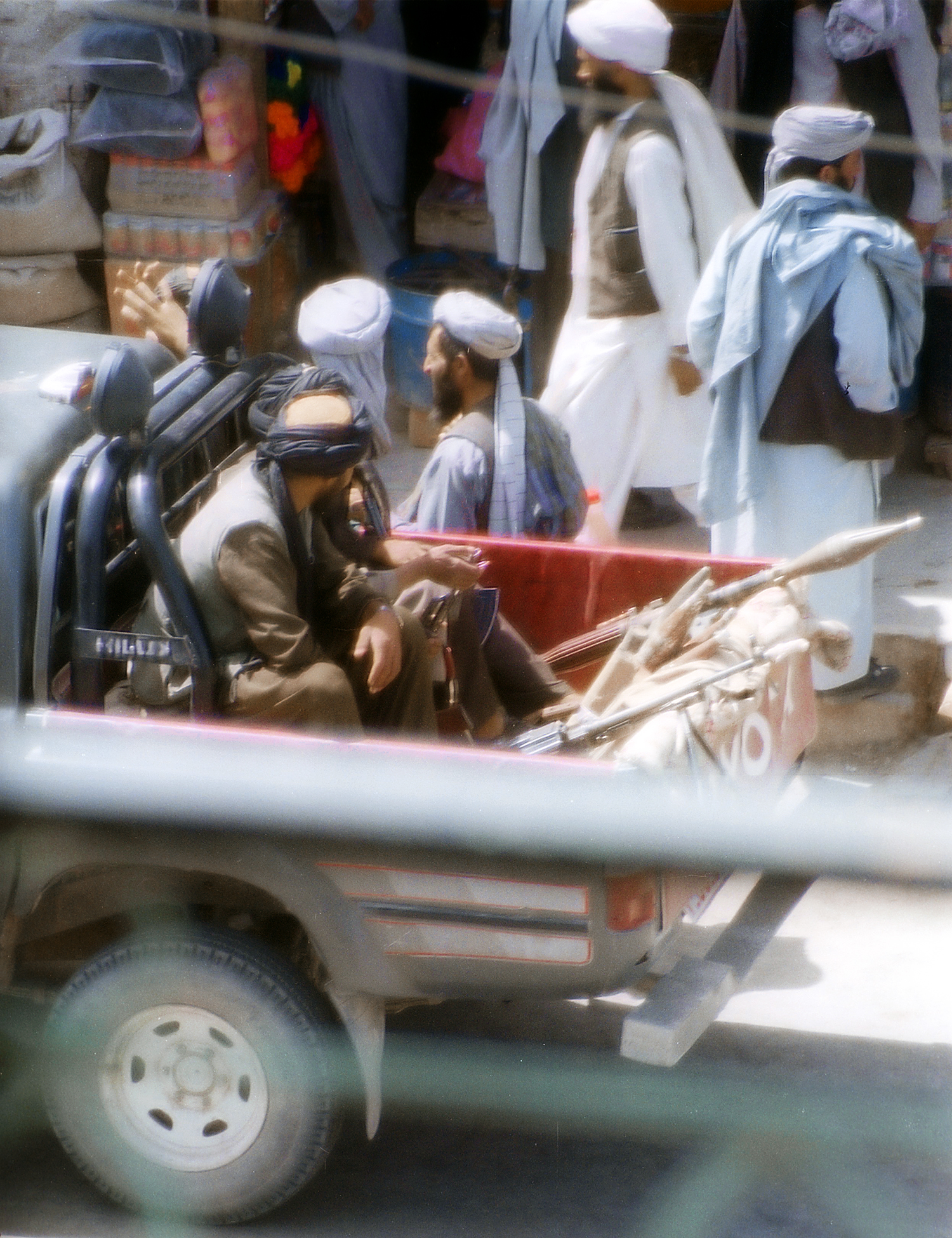
Talibans à Herat en juillet 2001.

Au niveau international, le gouvernement taliban n'a été reconnu que par trois États : Pakistan, Arabie saoudite et Émirats arabes unis. Au contraire, la Russie, l'Inde, l'Iran et les républiques d'Asie centrale s'en méfient et soutiennent leurs adversaires.
Cependant, la Russie a des contacts diplomatiques avec les talibans. Zamir Kabulov, l’envoyé diplomatique russe en Afghanistan, affirme ainsi que le groupe taliban est une réelle force politique armée. Il assure aussi que la Russie fait pression sur les talibans pour les forcer à signer un cessez-le-feu national et mettre fin à la guerre,.
Le 20 août 1998, les États-Unis lancent des douzaines de missiles de croisière sur des camps d'entraînement présumés d'Oussama ben Laden, en représailles aux attentats contre leurs ambassades de Nairobi et Dar es Salam.
En 1999, à la suite des exactions des talibans et leur connivence avec Al-Qaïda, le Conseil de sécurité des Nations unies met en place des sanctions et crée le Comité des sanctions contre Al-Qaida et les talibans le 15 octobre 1999.
Les talibans font dynamiter les deux bouddhas sculptés de Bamiyan en mars 2001, classés dans le patrimoine mondial de l'Organisation des Nations unies pour l'éducation, la science et la culture.
Le 9 septembre 2001 à Khwadja Bahuddin, Ahmad Shah Massoud est tué lors d'un attentat-suicide commis par Abdessatar Dahmane et Bouari El-Ouaer, deux islamistes d'origine tunisienne se faisant passer pour des journalistes munis de passeports belges, l'un d'eux détenait un faux passeport.

### Chute du régime taliban
Après les attentats du 11 septembre 2001 contre les tours du World Trade Center à New York dont la planification est attribuée à Oussama ben Laden, les États-Unis adressent un ultimatum aux talibans : ils réclament la livraison de tous les dirigeants d'Al-Qaida, la fermeture des camps terroristes et l'acceptation de missions d'inspection américaines[réf. nécessaire]. Les talibans proposent alors que Ben Laden soit jugé selon la loi islamique si les États-Unis apportent des preuves de sa culpabilité[réf. nécessaire], offre jugée « insuffisante » par les Américains[réf. nécessaire].
Le gouvernement des États-Unis forme une coalition mandatée par l'ONU. Des bombardements aériens intensifs, une offensive de l'Alliance du Nord encadrée par les Forces spéciales et les unités opérationnelles de la CIA, le ralliement à l'Alliance du Nord d'une grande partie des unités tribales pachtounes, entraînent la chute du régime. Le pouvoir taliban s'écroule en quelques jours début novembre 2001. Le mollah Omar, encerclé dans Kandahar, parvient à échapper aux recherches.
Après quelques mois de transition, une Loyah Jirgah investit Hamid Karzai.
L'organisation est placée sur la liste officielle des organisations terroristes de la Russie,, du Canada et des Émirats arabes unis. On distingue parfois les talibans « afghans » se battant contre les forces internationales et nationales sous l'égide de l'organisation militaire de l'OTAN dans la guerre d'Afghanistan, et les talibans « pakistanais », opposés aux autorités pakistanaises dans le conflit armé du Nord-Ouest du Pakistan.

## Vie sous les talibans

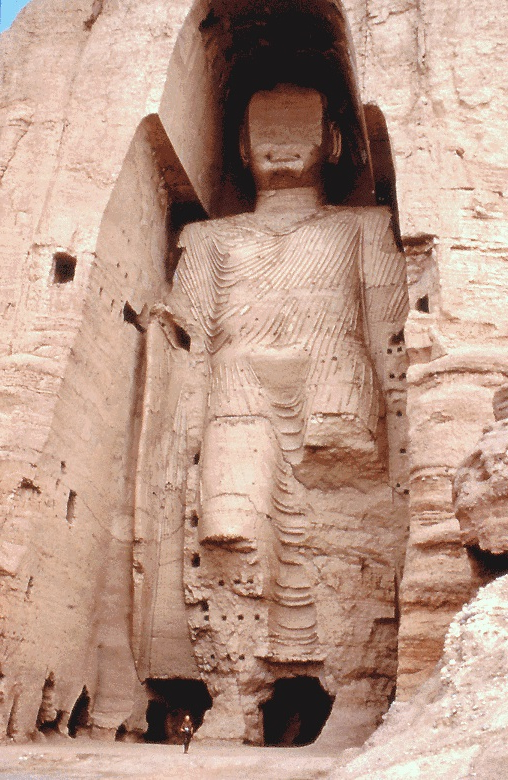
Statue de Bouddha à Bamyan, avant sa destruction par les talibans.

Le régime imposé par les talibans fut fondé sur un respect strict et littéral de l'islam, particulièrement rigoriste. La culture de l'opium est nettement réduite, mais les zones contrôlées par les talibans poursuivent une faible partie de leur production, environ 35 tonnes en 2001 selon le PNUCID (Programme des Nations unies pour le contrôle international des drogues) malgré l'interdiction de culture décrétée par le mollah Omar en l'an 2000. C'est un faible chiffre si on le rapporte aux 150 tonnes d'opium produits cette même année 2001 dans le Badakhshan, province sous contrôle de l'Alliance du Nord (total de 180 tonnes), aux 3 276 tonnes produites l'année précédente, en 2000, et aux 8 200 tonnes produites en 2007.
L'Afghanistan vivait alors sous la domination de 30 000  à   40 000 talibans, motivés par un retour à la pureté originelle de l'islam. Le « ministère pour la promotion de la vertu et la répression du vice » contrôle tous les aspects de la vie des Afghans.
Certaines régions du Pakistan ont été également soumises aux talibans, notamment la vallée de Swat de 2007 et jusqu'à début 2009.

### Restrictions imposées aux populations
Le théâtre, le cinéma, la télévision, et les ordinateurs sont interdits ; la possession d'appareils photographiques et de magnétoscopes devient illégale. Le ministère de l'Information interdit aux journalistes étrangers de parler aux femmes, de prendre des clichés et de se promener seuls. Un seul hôtel est ouvert aux reporters occidentaux dans Kaboul. Dans les écoles, la moitié du temps est consacrée à la religion. Les cours de sports et d'art sont éliminés des programmes scolaires[réf. nécessaire]. Les talibans brûlent les instruments de musique et les cassettes, frappent et emprisonnent les musiciens, interdisent la danse. La boxe, comme beaucoup d'autres sports, est prohibée, tout comme certains jeux, tels que les échecs ou le billard. Chaque jour, la radio des talibans énumére de nouveaux interdits : peindre en blanc les vitres des maisons pour ne pas voir les femmes à l'intérieur, expéditions punitives pour casser les téléviseurs, magnétoscopes, déchirer les photographies de famille. Les autorités font également vérifier que l'on n'écoute pas de musique dans les maisons ou au cours des mariages. Les systèmes médicaux et scolaires sont dédoublés en fonction du sexe, tout en donnant la priorité aux hommes[réf. nécessaire]. Toute représentation humaine est illégale, même pour les poupées des enfants. Au nom de l'iconoclasme, les talibans dynamitent les statues de bouddhas géants de Bamiyan, vieilles de quinze siècles. Ils détruisent, dans les collections archéologiques du musée national afghan de Kaboul, tout ce qui porte des représentations humaines ou animales et se livrent à l'autodafé des 55 000 livres rares de la plus vieille fondation afghane ; ils détruisent plusieurs autres bibliothèques publiques et privées.
La charia déjà en vigueur devient l'unique base du droit afghan. Notamment, l'amputation et la lapidation figurent parmi les peines appliquées sous les talibans. Les relations sexuelles hors mariage sont prohibées et punies théoriquement de 100 coups de fouet, mais des cas de mise à mort par balles ou lapidation de femmes non mariées ont aussi été rapportées. La diffusion d'idées « non-musulmanes » est également prohibée.

### Condition de vie des populations

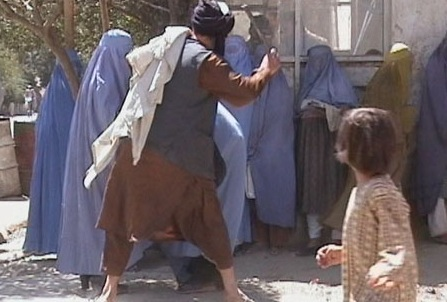
Taliban châtiant publiquement une femme à Kaboul le 26 août 2001.

Les femmes sont exclues du marché de l'emploi. Elles doivent être entièrement couvertes par le vêtement traditionnel, le tchadri, et ne peuvent quitter leur maison qu'accompagnées de leur mari ou d'un parent proche. Le tchadri est un vêtement plissé et opaque, sur lequel est découpée une grille brodée à la hauteur des yeux. Les musulmans doivent se raser le pubis et les aisselles, par mesure d'hygiène. Ils doivent également se brosser les dents régulièrement (l'idéal étant cinq fois par jour avant chaque prière obligatoire). Les relations charnelles hors mariage sont interdites. Le mari est obligé de pourvoir aux besoins de son épouse et de ses enfants ; il est strictement interdit pour lui de les abandonner sans subvenir à leurs besoins tant qu'il en a les capacités. Dans le cas où il est trop pauvre pour nourrir sa famille, il peut demander à bénéficier de la zakah, qui est un prélèvement obligatoire pour tout musulman qui en a les moyens, de 2,5 % du salaire pour le redistribuer ensuite aux plus pauvres de la société. Les hommes sont obligés d'aller à la mosquée le vendredi vers midi pour prier en congrégation, alors que les femmes ont le choix d'y aller si elles le souhaitent. Les femmes et les hommes jugés pour crimes d'adultère sont lapidés s'ils sont pris en flagrant délit par au moins quatre témoins dignes de confiance (qui sont connus pour dire la vérité et ne jamais mentir). Cette sentence qui concerne l'homme comme la femme implique d'être enterré jusqu'au cou et subir ensuite des jets de pierre jusqu'à ce que mort s'ensuive. La lapidation n'est pas mentionnée dans le Coran, mais dans les hadiths, ce pourquoi elle est présente dans leur vision de la charia (littéralement « la voie qui mène à la source de l'eau »). La sentence de lapidation ne peut être prononcée sans la présence de quatre témoins oculaires de confiance témoignant avoir vu les deux personnes adultères en pleine action, ou bien lorsque les coupables témoignent contre eux-mêmes par quatre fois et demandent que la sentence soit appliquée (cela permet de se repentir de ce péché ici-bas et de ne pas souffrir des conséquences de cet acte après la mort). Pour les talibans ces mesures sont établies par l'ordre divin et on ne peut y passer outre dans l'islam.
L'enseignement secondaire était interdit aux filles, mais le régime fermait les yeux sur les écoles privées et clandestines.
Au Pakistan, dans la vallée de Swat, qui a été soumise au TNSM en 2008, les hommes s'opposant à certaines règles étaient décapités, et à Mingora, les corps devaient reposer sur la place principale afin d'être visibles de tous.

## Les talibans après 2001

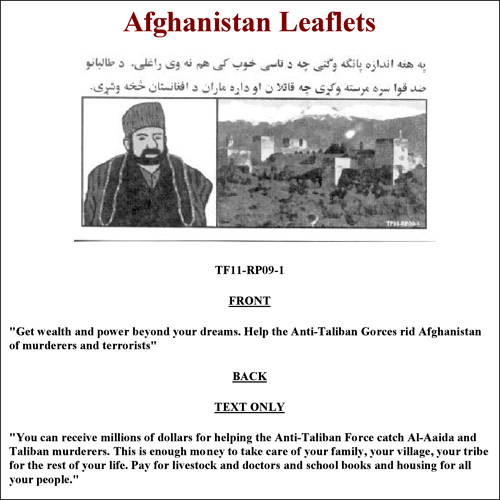
Prospectus visant à inciter la population à dénoncer les talibans auprès des autorités.

### Forces talibanes et alliées

#### Organisation politique
Les forces talibanes sont théoriquement dirigées par le mollah Omar et un conseil de direction nommé Rahbari Shura mis en place en 2003. Ce conseil était, à l'origine, composé de dix hommes : Akhtar Mohammad Osmani, Akhtar Mohammad Mansour, Djalâlouddine Haqqani, Hâfez Aboul Madjid, Saif-ur Mansour et les mollah Dadullah, Mohammad Rasoul, Beradar et Abdorrazzaq Nafez. Le mollah Omar y dispose également d'un représentant permanent en la personne de l'ancien ministre de la Défense, Obaidullah Akhound. Sa position est également renforcée par le fait que les principaux chefs de l'islamisme international le reconnaissent comme chef de leur résistance en Irak et en Afghanistan. Cependant, dans les faits, le commandement passe par l'envoi d'émissaires, diplomatiques ou militaires, aux différents groupes de guérilla.
Ce conseil de direction voit sa composition évoluer en fonction des pertes (Akhtar Mohammad Osmani, le mollah Dadullah par exemple) et surtout des nouvelles nominations. En effet, il passe de dix à douze membres, puis à dix-huit et enfin trente-trois. Cette extension montre les besoins d'équilibre et d'organisation face à l'expansion de la guérilla.
En octobre 2006, un second conseil a été mis en place, toujours par le mollah Omar. Il se nomme Majlis al-Shura et se compose de treize membres, tous déjà présents dans le Rabhari Shura. Les attributions de ce conseil sont cependant encore mal connues.
La dernière structure de direction mise en place par la guérilla talibane est un gouvernement « de l'ombre » dont les pouvoirs sont aussi peu connus. Il semblerait que Haji Obeidullah y joue le rôle de ministre de la Défense et que le mollah Abdul Ali y soit ministre des questions religieuses.
Depuis 2005, les talibans ont aussi multiplié les contacts avec les seigneurs de guerre afghans et ont noué une alliance contre le gouvernement Karzaï avec deux importants groupes, hostiles l'un vis-à-vis de l'autre, mais en lutte contre les Américains et le nouveau gouvernement. Ces groupes sont le Hezb-e-Islami de Hekmatyar et le groupe ultraorthodoxe dirigé par Mohammed Younès Khalid.

#### Organisation militaire
À la fin de l'année 2008, les forces de la guérilla sont organisées selon trois grands fronts actifs se recouvrant partiellement et disposant de bases arrières au Pakistan :
- front nord recouvrant les provinces du Nourestân, de Kounar, de Nangarhâr, de Laghmân et une partie de celle de Kâpîssâ. Les mouvements présents sont le Hezb-e-Islami Gulbuddin, le Hezb-e-Islami Khalis, le Tehrik-e-Taliban Pakistan et Al-Qaïda[43] ;
- front central recouvrant également les provinces de Kunar et de Nangharar mais s'étendant aussi aux provinces de Khost, de Paktika et de Paktia. Les mouvements présents sont les forces de Haqqani et Al-Qaïda[43] ;
- front sud, le plus étendu, est mené par les talibans et Al-Qaïda. Il recouvre les provinces du Sud (Nimroz, Helmand, Kandahar, Zaboul et d'Ourouzgan), de l'Est (Nouristan, Laghman et Nangharar) et la région de Kaboul (Parwan, Kapissa, Logar, Ghazny et Wardak)[43].

De plus, il existe à la même période des fronts plus limités autour des principales villes du Nord du pays :
- à 50 km au sud d'Hérat[43] ;
- autour de Maymana[43] ;
- autour de Mazar-e-Charif[43] ;
- autour de Baghlan[43] ;
- autour de Faizabad[43].

Le commandement militaire des talibans se divise en quatre zones (Kaboul, Sud, Sud-est et Est) sous la direction d'un commandement général. Les commandements de zone incluent des commandements de province et de district.
Sur le terrain, les groupes de la guérilla comprennent généralement de cinq à cinquante hommes. Les commandants de ces unités peuvent recruter des combattants locaux non membres d'un autre groupe. Cette dernière règle permettant d'éviter les frictions entre groupes et l'émergence de grands groupes semi-autonomes dont le chef pourrait s'ériger en seigneur de guerre. Les communications sont assurées par des messagers. Les téléphones satellitaires ont été utilisés en début de conflit, mais ont été rapidement abandonnés vu la maitrise américaine en matière d'écoute. En mai 2008, selon les estimations du gouvernement afghan et de la coalition, environ 20 000 combattants talibans avaient été tués et environ 1 000 faits prisonniers.
La guérilla des talibans a conduit à la mort, plus de 3 432 soldats de l'ISAF, 13 700 soldats gouvernementaux afghans et 1 143 employés de compagnies militaires privées.

### Évolutions du programme politique des talibans
Depuis leur défaite de 2001, le mouvement taliban a dû reconsidérer une large partie de ses orientations politiques. Ces évolutions sont principalement imposées par les contraintes de la guerre contre la Coalition et le gouvernement central qu'elle soutient. Cependant, des évolutions notables sont à signaler autant à l'échelle du pays qu'à celle de la vie quotidienne des habitants.
Les talibans ont notamment revu leur position concernant la culture du pavot dont ils sont devenus défenseurs. Ils protègent aussi désormais la vie rurale.
Les autres évolutions les plus spectaculaires affectent la vie quotidienne et les restrictions imposées lorsque les talibans étaient maîtres de Kaboul (1996-2001). Ainsi, lors de la prise de Musa Qala de 2006 à 2007, la guérilla talibane a renoncé au port obligatoire de la barbe, à l'interdiction de la musique et à celle du cinéma. Le cinéma et la musique, longtemps considérés comme idolâtres, sont désormais très largement utilisés par tout le mouvement, notamment dans ses films de propagande ou d'instruction.
Toutefois, en 2021, de nombreuses personnes craignent pour leur vie après le retour des talibans, et en particulier les activistes, les artistes, les femmes et les membres de minorités religieuses, et ce, en raison des témoignages de meurtres qui sont remontés.

### Chronologie
- 16 juillet 2004 : une roquette tombe près d’un collège visité quelques minutes plus tard par le président Hamid Karzai. Les talibans revendiquent l'attentat.
- 29 août 2004 : attentat à la voiture piégée, à Kaboul, faisant au moins 12 morts et une trentaine de blessés. Les talibans visaient l'entreprise de sécurité américaine DynCorp, qui s’occupe de la protection du président afghan Hamid Karzai.
- 9 juillet 2005 : six policiers sont décapités et quatre autres sont tués dans le Sud du pays par des rebelles talibans. D'après les autorités afghanes, il y aurait eu cinq cents morts dans le premier semestre 2005 à cause d'attaques et d'attentats dans le pays.
- 13 mai 2007 : confirmation par l'OTAN de la mort du mollah Dadullah. Ceci est considéré comme un coup dur porté aux talibans.
- Décembre 2007 : le Tehrik-e-Taliban Pakistan (TTP) est fondé en agrégeant une quarantaine de factions basées dans le Nord-Ouest du Pakistan et devient la principale mouvance des talibans pakistanais.
- 27 avril 2008 : tir de roquette sur la tribune du président Hamid Karzai lors d'un défilé militaire. Le président s'en sort indemne.
- 18 août 2008 : une embuscade des talibans contre une patrouille des forces françaises de la Force internationale d'assistance à la sécurité (Isaf) fait dix morts et vingt et un blessés.
- 30 mai 2009 : l'armée pakistanaise reprend la ville de Mingora dans la vallée de Swat qui était sous le régime des talibans.
- 17 octobre 2009 : l'armée pakistanaise lance la deuxième phase de son opération Rah-e-Nijat, qui consiste en une offensive terrestre dans le Waziristan du Sud ayant pour but de démanteler les fiefs du Tehrik-e-Taliban Pakistan.
- Février 2010 : Abdul Ghani Baradar, considéré comme le no 2 des talibans afghans, est arrêté au Pakistan lors d'une opération conjointe de la CIA et de l'ISI.
- 23 mars 2010 : l'armée pakistanaise lance une offensive dans l'agence d'Orakzai (dans les régions tribales) contre le TTP surtout.
- 23 avril 2013 : mort du mollah Mohammad Omar.
- En 2019, le gouvernement de Donald Trump engage le retrait des troupes américaines d'Afghanistan et négocie avec les rebelles talibans concernant l'avenir du pays. Son gouvernement demande la libération du principal chef des Talibans, le mollah Abdul Ghani Baradar. Mike Pompeo décrit alors les Talibans comme d'importants alliés des États-Unis contre le terrorisme[52].

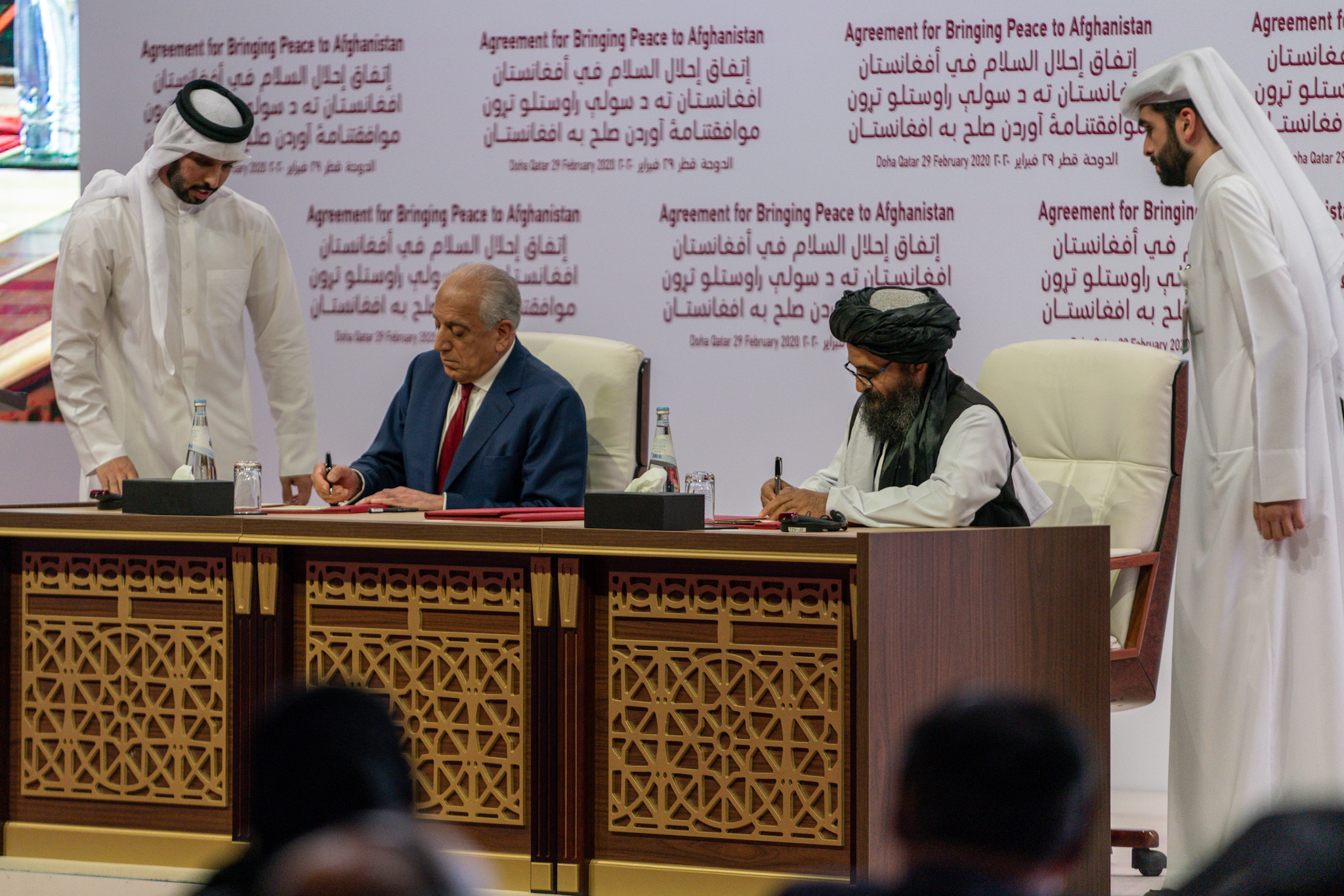
Signature de l'accord de paix avec les Talibans à Doha, auquel a participé Pompéo en tant que témoin.

- 29 février 2020 : accord de Doha entre les États-Unis et les Talibans, signé par Zalmay Khalilzad pour les États-Unis avec l’appui de Mike Pompeo[53],[54],[55].
- 10 mars 2020 : le conseil de sécurité des Nations unies entérine l'accord de Doha[56]
- À partir du 1er mai 2021 : offensive des talibans de 2021
- 3 juillet 2021 : la Chine évacue ses ressortissants avant le retrait des troupes américaines[57].
- 9 juillet 2021 : les talibans revendiquent le contrôle de 85 % du territoire afghan et prennent deux importants postes-frontières avec l’Iran et le Turkménistan[58]. Différents pays de la coalition militaire de l'OTAN retirent leurs ressortissants du pays. La France appelle le 13 juillet ses ressortissants à quitter le pays[59].
- 15 août 2021 : prise de Kaboul par les talibans.

## Organisation interne
Organigramme des talibans au 16 août 2021 :
- Chef suprême : Haibatullah Akhundzada;
- Chef du bureau politique : Abdul Ghani Baradar;
- Chef de la commission militaire : Mohammad Yaqoub;
- Chef du réseau Haqqani : Seraj Haqqani.

## Financement
Les talibans disposent de plusieurs sources de financement. Les opiacés afghans, dont l'héroïne, représentent plus de 80% de la production mondiale. Depuis 2014 et les débuts de la reconquête du pays, ils prennent le contrôle des laboratoires situés dans les campagnes et accèdent ainsi à la partie la plus lucrative du trafic de stupéfiants, estimé entre 400 millions à 2 milliards de dollars par an,. Ils exploitent également les mines de marbre, d'or et de zinc du pays.
Les talibans mettent en place un système de barrages routiers et d'imposition dans les territoires conquis. Ces taxes sur les produits représentent plus de 3 milliards de dollars par an. Avec l'impôt islamique, ils prélèvent 2,5% des revenus de chaque foyer et 10% des récoltes. Ils contrôlent aussi les grandes routes commerciales au cœur de l'Asie centrale, vers le Pakistan, l'Iran.
Ils bénéficient également de financements étrangers. Selon l'Otan, les dons en liquide provenant de partis politiques pakistanais et de riches donateurs privés de pays du Golfe représenteraient environ un milliard et demi de dollars par an.
À partir du mois d'août 2021 et la reprise du contrôle du pays, les flux financiers internationaux s'assèchent. Le Fonds monétaire international (FMI) suspend ses versements et les autorités américaines, qui contrôlent les réserves de la banque centrale afghane (DAB) évaluées à 9 milliards d'euros bloquent les transferts de dollars hebdomadaires. L’aide internationale, qui représente 42 % du produit intérieur brut, est pour l’essentiel suspendue.
Les talibans peuvent tout de même compter sur les droits de douane, les trois plus importants postes frontières du pays pouvant rapporter jusqu'à 215 millions d'euros chacun par mois.

### Filmographie
- Le film Osama réalisé par Siddiq Barmak et qui défend la condition de la femme en Afghanistan et dénonce sa maltraitance sous le régime des talibans.
- Le film L'Opium des talibans réalisé par Olivier Weber et François Margolin montre la vie quotidienne des disciples du mollah Omar et l'implication des talibans dans le narcotrafic (CBO : Olivier Weber (coauteur)).

### Reportages vidéos
- France 24 : Au combat, côté Taliban, reportage de Claire Billet.
- Le dernier calife d’Afghanistan, documentaire réalisé par Claire Billet.